# Ghost Hunters Academy
Ghost Hunters Academy (Academia dos Caçadores de Fantasmas) é um programa transimitido no Syfy onde Steve Gonsalves, Dave Tango e Jason Hawes enviam tarefas aos recrutas e eliminam da equipe os que trabalharam mal.
A nova Equipe da TAPS investiga acontecimentos estranhos e questôes paranormais. O Programa tem 1 hora de duração, no qual mostra a investigação completa, buscas de provas e o significado delas sendo que no fim de cada trabalho tudo isso é contado ao cliente. Agora na nova temporada, os recrutas devem fazer o melhor para no final serem graduados a outra série dos Caçadores de Fantasmas.

## Equipe

### Chefes e juízes
- Steve Gonsalves
- Dave Tango
- Jason Hawes

### Recrutas

#### Eliminados não-graduados
- Heathyr Hoffman
- Chris McCune
- Jane Riley
- Ben Smith
- Chris Smith

#### Eliminados graduados
- Karl Pfeiffer (movido para o GHI)
- Susan Slaughter (movida para o GHI)

#### Equipe atual
- Eric Baldino
- Rosalyn Bown
- Daniel Hwang
- Vera Martinez
- Brett McGinnis
- Natalie Poole
- Michelle Tate
- Adam Berry (graduado e movido para o T.A.P.S.)